# محمد طاهر أيلا
محمد طاهر إيلا (من مواليد 1951)ولد في مدينة جبيت ولاية البحر الأحمر في شرق السودان وهو هدندوي من القبيلة الكبيرة الهدندوة حيث ينحدر والده إلى قبيلة الميراب ووالدته إلى قبيلة القرعيب  حيث كان من عائلة ميسورة الحال حيث التحق بجامعة الخرطوم  ،سياسي سوداني شغل منصب رئيس وزراء السودان من فبراير إلى أبريل 2019، مما جعله آخر رئيس وزراء في عهد الرئيس عمر البشير. شغل سابقًا منصب والي ولاية الجزيرة بداية من عام 2015. في 11 أبريل 2019، تم عزله مع أعضاء الحكومة الآخرين في انقلاب 2019 في السودان.

## سيرته الذاتية
لقد بدأ حياته السياسية في المرحلة الثانوية من دراسته، وأصبح له نشاطا تنظيما واسعا وسط الحركة الإسلامية وفي العام الثالث من إلتحاقه بكلية الاقتصاد في جامعةالخرطوم، أوكل إليه موقع رئيس المكتب السياسي للحركة الإسلامية في ولايةالبحرالاحمر.
مطالبته الاستقالة، في عام 1988 وقبل وصول البشير إلى السلطة بعام واحد بزغ نجم إيلا، وقفز إلى تولى مهام تنفيذية كبرى، وتم تعيينه في فترة الجمهورية الثالثة (حكم الصادق المهدي) وزيرا إقليمي في الإقليم الشرقي، ليعود مجددا مديرا لهيئة الموانئ البحرية سنة 1989 ويستمر بالمنصب ل أعوام متتالية. تخرج من اقتصاد جامعة الخرطوم وحصل على درجة الماجستير من جامعةكارديف في إنجلترا. بعدها انتقل إيلا إلى الخرطوم وقضى فيها نحو 10 سنوات، شغل خلالها منصب وزير اتحادي لوزارات التجارة الخارجية، النقل، والاتصالات.وفي عام 2005، آثر إيلا العودة إلى دياره واليًا لولاية البحر الأحمر ليقضى في المنصب نحو 10 أعوام حتى عام 2015. وقد شهدت تلك الفترة خلافات حادة وصلت إلى مطالبته بالاستقالة في العام 2014، وبدا ذلك واضحًا في عدد من مقالات الرأي، فضلاً عن مسيرة نظمتها مجموعات من الشباب المنتمين للحركة الإسلامية والمؤتمر الوطني في ولاية الجزيرة، اعتصمت أمام المجلس التشريعي، في محاولة لعزل طاهر، لكن هذه المحاولة باءت بالفشل بفضل تدخلات خط الدفاع الأول له؛ الرئيس البشير نفسه.
وفي عام 2017 أعلم إيلا ترشحه لرئاسة السودان في انتخابات عام 2020، بعدما أعلن الرئيس المخلوع عمر البشير تنحيه عن السلطة في 2020، خلال لقاء جماهيري بمدينة "ود مدني" عاصمة ولاية الجزيرة وسط السودان.

## صراعاته الحزبية والسياسية
- صراعات أيلا مع خصومه الحزبيين تدور عادة حول «الصلاحيات»،لكنه كان ينتصر عليهم بـ«الضربة القاضية»عادة.
- لقد درج الرئيس البشير على الانتصار له، ففي صراعه مع المجلس التشريعي وقيادات الحزب الحاكم، أصدر البشير مرسوما حل بموجبه المجلس التشريعي، وفرض حالة الطوارئ لصالحه.
- عندما حاول الحزب الحاكم في الجزيرة عزل إيلا وقدم مذكرة للرئيس بهذا المعنى، حسم الرئيس الصراع لصالحه حيث قال في مخاطبة جماهيرية إنه يؤيد بقاءه حاكماً للجزيرة حتى انتخابات 2020.
- لم تفلح كل محاولات حزب المؤتمر الوطني الحاكم والحركة الإسلامية في ولاية الجزيرة في الإطاحة بإيلا.
- لم تكن المطالبات بعزل أيلا من قبل البعض في ولاية الجزيرة حالة وحيدة، فإبان ولايته على البحر الأحمر نشطت حملة في 2014 لجمع «مليون توقيع» لإقالته من منصبه، وكوّنت لذلك لجنة حملت اسم «اللجنة العليا للمطالبة بسحب الثقة عن الوالي»، لكن النصر على خصومه الحزبيين، عادة ما كان يأتيه عاجلاً من القصر الرئاسي في الخرطوم.
- فإن الصراع بين أيلا وحزب المؤتمر الوطني الحاكم لقد استخدمت فيه مختلف الأساليب ووجهت خلاله انتقادات حادة لمشاريع إيلا في مدني وخاصة الطرق، التي كشفت الأمطار وجود أخطاء هندسية لافتة في تصميمها.[9]

## وجهات النظر المتباينة حول حكم إيلا
- يرى كثيرون في الجزيرة، أن أيلا نفذ مشاريع كثيرة خلال إدارته للولاية، وعلى وجه الخصوص، الطرق والسياحة، ويقللون من أخطاء هندسية صاحبت إنشاء طرق وأرصفة، باعتبارها أخطاء عمل، وأن تضخيم الأخطاء يقلل من العمل.
- لكن مناوئي أيلا ينظرون إلى الرجل بعين السخط ويقللون منه. ويعرف عن أيلا أنه ينشئ فرقاً موازية موالية له في كل الوزارات يدير من خلالها العمل بعيداً عن الرقابة، وهو الشيء الذي جعل المجلس التشريعي يسقط قانون «صندوق إنفاذ التنمية» المقدم من قبله .[10]

```
وبسبب انه من حلفاء الرئيس السابق عمر البشير لقد تم عزل إيلا من منصبه بعد الاطاحة بالبشير في انقلاب 2019.
[
11
]
```